# Veulettes-sur-Mer
Veulettes-sur-Mer – miejscowość i gmina we Francji, w regionie Normandia, w departamencie Sekwana Nadmorska.
Według danych na rok 1990 gminę zamieszkiwało 299 osób, a gęstość zaludnienia wynosiła 63 osoby/km² (wśród 1421 gmin Górnej Normandii Veulettes-sur-Mer plasuje się na 614. miejscu pod względem liczby ludności, natomiast pod względem powierzchni na miejscu 707.).